# 原野谷川
原野谷川（はらのやがわ）は、静岡県を流れる河川。二級水系太田川の支川である。

## 地理
静岡県掛川市黒俣地区に源を発し南流。袋井市と磐田市の境界付近で太田川に合流する。

## 流域の自治体
静岡県
掛川市、袋井市、磐田市

## 河川施設および関連団体
- 原野谷ダム（静岡県掛川市丹間/掛川市孕石）
- 原野谷川親水公園（静岡県袋井市愛野） - ふくろい遠州の花火の開催地。
- 原野谷川漁業協同組合